# 回力海立方娛樂場
回力海立方娛樂場（Oceanus），簡稱海立方。位於澳門新口岸區，是澳門博彩股份有限公司旗下的娛樂場項目，在2009年12月15日落成投入使用；娛樂場毗鄰外港客運碼頭、漁人碼頭、回力娛樂場及澳門金沙娛樂場。2022年5月27日，承租人澳娛綜合和賣方即海立方的擁有人已同意在2022年12月31日即批給期結束當天歸屬予澳門特別行政區政府。

## 外觀
建築物的外形與北京的水立方非常相似，系統由LED燈具組合而成，呈現出紅、黃、藍、綠、紫的幻變色彩，而場內則以酷藍色為主題色調，再配合紅、橙和綠色，設計理念是五彩繽紛的水世界。

## 設施

### 回力海立方娛樂場
回力海立方娛樂場設有三層博彩區，提供約260張賭檯以及約560台角子機，是澳門唯一接連碼頭的娛樂場。場內設有三家餐廳、兩家酒廊以及多家商店。

### 行人天橋
連接海立方與外港客運碼頭之間的行人天橋是公共設施，並設有一個全天候開放的出入口連接海立方。

## 爭議
- 海立方所在的位置前身是全澳最大型購物中心新八佰伴，商場樓高四層，是澳門普羅大眾假日的好去處，但該公司於2008年8月遷往南灣新址，原址建築物便更改用途為現有的娛樂場。坊間反對的聲音不斷，指娛樂公司不要以娛樂場為首，應繼續發展娛樂場以外的事業。
- 建築物的外型和名稱，都和北京的水立方非常接近，因而坊間有山寨水立方之稱。
- 連接外港客運碼頭的行人天橋於海立方建設期間進行翻新工程，而且將其與海立方的連接口擴大，另外，在碼頭一端更增設扶手電梯及升降機，且其位置在「發財巴士」站的入口前。有利益輸送之嫌。

## 事件

### COVID-19 疫情
2021年10月4日，新型冠狀病毒感染應變協調中心公佈澳門第72例COVID-19確診患者曾到該娛樂場消遣。在翌日（2021年10月5日） ，應變恊調中心基於風險考慮，市政署已對該場所進行全面清潔消毒，並安排所有工作人員於上午進行核酸檢測，隨後會繼續跟進工作人員於1、3、5、7日的核酸檢測的狀況。

## 外部連結
- 回力海立方娛樂場官方網頁（页面存档备份，存于）